# Berliner FC Dynamo
Berliner Fussball Club Dynamo e. V., ofte forkortet til BFC Dynamo eller alternativt kaldet Dynamo Berlin, er en tysk fodboldklub som er baseret i Lichtenberg-distriktet af Berlin, som spiller i Regionalliga Nordost, den fjerdebedste række i Tyskland. Klubben blev grundlagt efter at fodboldafdelingen af SC Dynamo Berlin blev en selvstændig klub i 1966, og var en af de mest succesfulde klubber i den østtyske DDR-Oberliga, hvor de vandt 10 mesterskaber, flere end nogen anden klub. Klubben var tæt forbundet med Stasi i Østtyskland.

## Historie

### Baggrund og grundlæggelse
Klubben begyndte som fodboldafdelingen hos sportsklubben SC Dynamo Berlin, som blev dannet den 1. oktober 1954. Sportsklubbens formand var Erich Mielke, som på tidspunktet var næstformand hos Stasi. Mielke og andre i den østtyske regering så fodbold som en mulighed for at reklamere det socialistiske system i DDR. For at sikre at den nye klub skulle blive blandt de bedste, valgte myndighederne at overtage spillerene og pladsen i DDR-Oberligaen fra de forsvarende mestre, Dynamo Dresden, som blev nedrykket som resultat. Centralt for dette var også et ønske fra myndighederne om, at skabe en klub i Østberlin, som kunne konkurrerer med de vestberlinske klubber, som havde tiltrukket mange østberlinske fodboldfans, eftersom at Østberlin på tidspunktet ikke havde en klub i den bedste række i DDR.
Klubbens første år var ikke en succes, og de led i 1956 nedrykning til DDR-Liga, den næstbedste række i DDR. De vendte dog direkte tilbage, og i 1959 vandt de deres første trofæ, da de vandt FDGB-Pokal. Dette var dog den eneste succes i denne periode, hvor at blev overgået af ASK Vorwärts Berlin, som i perioden vandt to mesterskaber.
I 1966 blev det bestemt at fodboldklubber i DDR skulle blive selvstændige fra deres sportsklubber, og den 15. januar 1966 blev BFC Dynamo skabt som selvstændig fodboldklub. Fodboldklubben fortsatte som associeret med Stasi, og det er estimeret, at omkring 96% af klubbens medlemmer var involveret med sikkerhedstjenesten. Efter grundlæggelsen af den selvstændige fodboldklub, blev Mielke valgt som ærespræsident.

### Middelmådighed
Den kommende periode i slutningen af 1960'erne og i starten af 1970'erne var en periode med generelt middelmådige resultater, men det var også en periode, hvor at grundlaget for klubbens fremtidige succes blev lagt, da klubben i perioden etablerede det bedste fodboldakademi i DDR. I perioden blev der lavet store reformer i østtysk fodbold, som styrkede klubbernes akademier. Her blev det også bestemt, at BFC Dynamo måtte have førsteret til talenter ikke bare i deres lokalområde, som klubber normalt havde, men i hele DDR, bortset fra Sachsen, på grund af Dynamo Dresden, som også havde forbindelser til myndighederne, især politiet. BFC Dynamo fik hermed en massiv fordel til deres store ungdomsakademi.

### Rekordmestre
BFC Dynamo arbejdede imod toppen over de næste år, og deres hold havde nu de bedste unge spillere i DDR. Det lykkedes i 1978-79 sæsonen, hvor at BFC Dynamo vandt deres første mesterskab efter en hård kamp med Dynamo Dresden, som på grund af deres historie var blevet til klubbens største rival. Som resultat af sit akademi forblev BFC dominerende, da de konstant fik nyt talent ind på holdet, og de vandt de næste 10 mesterskaber i streg, og vandt også to pokalmesterskaber i den samme periode. Klubben var i perioden også beskyldt for, at have dommerene på deres side, Det bedste eksempel på dette er et meget kontroversiel straffespark som blev dømt til BFC i en kamp imod Lokomotiv Leipzig i marts 1986, som sikrede dem sejren over Leipzig, som var deres mesterskabsrivaler.

### Genforeningen
Som resultat af den politiske situation, blev Stasis involvering i fodbold markant mindre fra omkring 1988, og dette gav en chance til de andre hold, som resulterede i at Dynamo Dresden igen blev landets bedste hold. Stasi blev opløst i januar 1990, og klubben mistede hermed sin hovedsponsor. Klubben var presset på sin eksistens i denne periode, både økonomisk, men også socialt som resultat af klubbens tætte forbindelser med det nu nedlagte Stasi. I et forsøg på at distancere sig fra Stasi, blev klubben i februar 1990 omdøbt til FC Berlin.
Genforeningen resulterede i, at de østtyske klubber blev integreret på baggrund af resultatet i NOFV-Oberliga i 1990-91 sæsonen, hvor at FC Berlin sluttede på 11. pladsen, og som resultat blev placeret i den nye tredjebedste række i tysk fodbold. Klubben forblev på dette niveau frem til 1999, hvor som resultat af en omstrukturering af det tyske ligasystem resulterede i nedrykning til den fjerdebedste række. I maj 1999 besluttede klubben, at de ville vende tilbage til deres gamle navn, og bruge deres gamle logo. Klubben var i starten af 2000'erne plaget af økonomiske problemer, og måtte rykke ned i den femtebedste række. Efter en årrække, så vendte klubben i 2014 tilbage til Regionalliga, det fjerde bedste niveau.

## Titler
Østtysk mester
- Vinder (10): 1978-79, 1979-80, 1980-81, 1981-82, 1982-83, 1983-84, 1984-85, 1985-86, 1986-87, 1987-88
- Sølv (4): 1960, 1971-72, 1975-76, 1988-89

Østtysk pokalvinder
- Vinder (3): 1959, 1987-88, 1988-89
- Sølv (6): 1961-62, 1970-71, 1978-79, 1981-82, 1983-84, 1984-85